# 趙慶泰
趙慶泰（：／ Cho Kyoung-tae，1968年1月10日—），大韓民國保守派政治人物，國民力量黨籍，現任韓國國會議員、韓國國會韓台議員親善協會會長。

## 學歷
趙慶泰畢業於國立釜山大學，取得土木工程博士學位。

## 政治生涯
目前擔任的6屆議員中，3次是以自由派身分當選，3次代表保守派政黨當選。
在2018年8月，趙慶泰談到了濟州島上的難民，應將假冒難民驅逐回葉門。 